# (5607) 1993 EN
Az (5607) 1993 EN a Naprendszer kisbolygóövében található aszteroida. Ueda és Kaneda fedezte fel 1993. március 12-én.